# Pomeranios (tribu eslava)

Distribución de los pueblos eslavos occidentales en los siglos IX-X:
Principales tribus
Zona de población mixta

Los pomeranios o pomeranos (en alemán: Pomoranen; en casubio: Pòmòrzónie; en polaco: Pomorzanie) fueron un grupo de tribus de eslavos occidentales que vivieron a lo largo de la costa del mar Báltico entre las desembocaduras de los ríos Óder y Vístula (la Pomerania Central y Pomerelia). Hablaban el idioma pomeranio perteneciente a la rama lequítica de la familia de lenguas eslavas occidentales.
El nombre Pomerania proviene del eslavo po more, que significa 'tierra en el mar'.
Las tribus pomeranias se formaron a partir del siglo VI, cuando como resultado de la migración eslava, grupos de eslavos poblaron la zona, algunas de cuyas partes ya habían estado antiguamente habitadas desde hacía algún tiempo por tribus germánicas, como godos y rugios, etc.
Desde finales del siglo X, los duques Piast de Polonia trataron de incorporar a los pomeranianos en su reino y tuvieron éxito en varias ocasiones. Los pomeranos fueron, sin embargo, siempre capaces de recuperar su independencia. En el transcurso del siglo XII, los pomeranios no cristianos se enfrentaron a la presión continua por la expansión de sus vecinos cristianos de Dinamarca, Polonia y del ducado de Sajonia del Sacro Imperio Romano. En 1121 fueron sometidos de nuevo por el duque polaco Boleslao III, quien había cristianizado Pomerania bajo el misionazgo del fraile alemán Otto de Bamberg.
Al mismo tiempo, el príncipe pomeraniano Wartislaw I conquistó las antiguas tierras de los luticios al oeste del Óder. Después de que sus sucesores de la Casa de los Grifos fueran derrotados por los sajones en 1164 en la batalla de Verchen, aceptaron el señorío del duque Enrique el León. Las tierras de los pomeranios fueron finalmente divididas, integrándose la parte occidental en 1181 en el Sacro Imperio Romano como ducado de Pomerania, y la parte oriental, que consiste en Pomerelia bajo los Sambóridas cayeron bajo la influencia de Polonia y, desde 1309 en adelante, de la Orden Teutónica.
Después de la germanización de Pomerania que resultó de la Ostsiedlung medieval —colonización alemana en la Europa Central y Oriental—, muchos pomeranianos fueron asimilados y de manera lenta y gradual abandonaron el uso de su lengua y cultura eslava. Son descendientes directos de los pomeranianos los siguientes pueblos:
- casubios, que hablan el idioma casubio;
- eslovincianos;
- Kociewiacy;
- Borowiacy;